# Seznam kulturních památek v Českém Dubu
Tento seznam nemovitých kulturních památek ve městě Český Dub v okrese Liberec vychází z  Ústředního seznamu kulturních památek ČR, který na základě zákona č. 20/1987 Sb., o státní památkové péči, vede Národní památkový ústav jako ústřední organizace státní památkové péče. Údaje jsou průběžně upřesňovány, přesto mohou obsahovat i řadu věcných a formálních chyb a nepřesností či být neaktuální. 
Pokud byly některé části dotčeného území vyčleněny do samostatných seznamů, měly by být odkazy na tyto dílčí seznamy uvedeny v úvodu tohoto seznamu nebo v úvodu příslušné sekce seznamu.

## K. ú. Český Dub

### Opevnění
| Památka                      | Fotografie                                                     | Rejstříkové číslo v ÚSKP                                                             | Sídelní útvar                                               | Poloha                                                                            | Popis a poznámky |
| ---------------------------- | -------------------------------------------------------------- | ------------------------------------------------------------------------------------ | ----------------------------------------------------------- | --------------------------------------------------------------------------------- | --- |
| Městské opevnění (Q36860975) | \| \| \| \| \| \|                                              | 14458/5-4194 Pam. katalog MIS                                                        | Český Dub                                                   | kolem historického jádra, Český Dub IV a I? 50°39′36,6″ s. š., 14°59′53,04″ v. d. | Městské opevnění: - hradba, parc. 38/1, 38/2, 40/1, 48–51, 54, 56–61, 128, 208, 211/1, 307, 308, 309/1, 309/3, 309/4, 665,666, 667/2, 668, 690, 691, 692, 695, 700, 701, 702, 705, 708, 713, 717 - hradební věž (městská hláska), parc. 220 - bašta, parc. 38/1 Poznámka: MonumNet uvádí část Český Dub IV, Památkový katalog část Český Dub I, pravděpodobně většina hradeb spadá do části Český Dub I. Památkově chráněno od 6. dubna 1966. |
|                              | Kategorie „Městské opevnění (Český Dub) “ na Wikimedia Commons | Hledat fotografie a kategorie ve Wikimedia Commons podle rejstříkového čísla památky | Nahrát snímek k tomuto tématu do úložiště Wikimedia Commons |                                                                                   | |

### Český Dub I (město)
|  | Kategorie „Town hall in Český Dub “ na Wikimedia Commons | Hledat fotografie a kategorie ve Wikimedia Commons podle rejstříkového čísla památky | Nahrát snímek k tomuto tématu do úložiště Wikimedia Commons |  |

|  | Kategorie „Mariánský sloup (Český Dub) “ na Wikimedia Commons | Hledat fotografie a kategorie ve Wikimedia Commons podle rejstříkového čísla památky | Nahrát snímek k tomuto tématu do úložiště Wikimedia Commons |  |

### Český Dub II (Horní Předměstí)
|  | Kategorie „Christ's Farewell to his Mother in Český Dub “ na Wikimedia Commons | Hledat fotografie a kategorie ve Wikimedia Commons podle rejstříkového čísla památky | Nahrát snímek k tomuto tématu do úložiště Wikimedia Commons |  |

|  | Kategorie „Husův sbor (Český Dub) “ na Wikimedia Commons | Hledat fotografie a kategorie ve Wikimedia Commons podle rejstříkového čísla památky | Nahrát snímek k tomuto tématu do úložiště Wikimedia Commons |  |

|  | Kategorie „Holy Trinity Church (Český Dub) “ na Wikimedia Commons | Hledat fotografie a kategorie ve Wikimedia Commons podle rejstříkového čísla památky | Nahrát snímek k tomuto tématu do úložiště Wikimedia Commons |  |

### Český Dub III (Dolní Předměstí)
|  | Kategorie „Statue of Maria Magdalena (Český Dub) “ na Wikimedia Commons | Hledat fotografie a kategorie ve Wikimedia Commons podle rejstříkového čísla památky | Nahrát snímek k tomuto tématu do úložiště Wikimedia Commons |  |

|  | Kategorie „Sousoší Víry (Český Dub) “ na Wikimedia Commons | Hledat fotografie a kategorie ve Wikimedia Commons podle rejstříkového čísla památky | Nahrát snímek k tomuto tématu do úložiště Wikimedia Commons |  |

### Český Dub IV (Zámecký okres)
|  | Kategorie „Zámek Český Dub “ na Wikimedia Commons | Hledat fotografie a kategorie ve Wikimedia Commons podle rejstříkového čísla památky | Nahrát snímek k tomuto tématu do úložiště Wikimedia Commons |  |

|  | Kategorie „Church of the Holy Spirit (Český Dub) “ na Wikimedia Commons | Hledat fotografie a kategorie ve Wikimedia Commons podle rejstříkového čísla památky | Nahrát snímek k tomuto tématu do úložiště Wikimedia Commons |  |

|  | Kategorie „Pomník stávek textilních dělníků Schmidtovy továrny “ na Wikimedia Commons | Hledat fotografie a kategorie ve Wikimedia Commons podle rejstříkového čísla památky | Nahrát snímek k tomuto tématu do úložiště Wikimedia Commons |  |

|  | Kategorie „Villa Blaschka (Český Dub) “ na Wikimedia Commons | Hledat fotografie a kategorie ve Wikimedia Commons podle rejstříkového čísla památky | Nahrát snímek k tomuto tématu do úložiště Wikimedia Commons |  |

|  |  | Hledat fotografie a kategorie ve Wikimedia Commons podle rejstříkového čísla památky | Nahrát snímek k tomuto tématu do úložiště Wikimedia Commons |  |

|  | Kategorie „Schmittův zámek (Český Dub) “ na Wikimedia Commons | Hledat fotografie a kategorie ve Wikimedia Commons podle rejstříkového čísla památky | Nahrát snímek k tomuto tématu do úložiště Wikimedia Commons |  |

## K. ú. Modlibohov

### Modlibohov
| Památka              | Fotografie                                                   | Rejstříkové číslo v ÚSKP                                                             | Sídelní útvar                                               | Poloha                                                                                      | Popis a poznámky |
| -------------------- | ------------------------------------------------------------ | ------------------------------------------------------------------------------------ | ----------------------------------------------------------- | ------------------------------------------------------------------------------------------- | --- |
| Krucifix (Q37821787) | \| \| \| \| \| \|                                            | 105807 Pam. katalog MIS                                                              | Modlibohov                                                  | v centru vsi, nedaleko bývalé školy čp. 34, pp. 829/2 50°41′7,93″ s. š., 14°58′52,94″ v. d. | Krucifix. Na nízkém kvadratickém soklu s vpadlým oválným medailonem je umístěn členěný hranolový dřík završený hlavicí s masivní několikrát profilovanou segmentově vzdutou římsou, pod níž je reliéfně zobrazen vavřínový věnec se srdcem. Z podstavce vychází užší konkávně probraný nástavec zakončený opět profilovanou segmentově vzdutou římsou a zdobený reliéfním motivem rostlinné girlandy. Do kamenného podstavce je zapuštěn litinový kříž novogotického tvarosloví s výjevem Kalvárie, datovaný 1863. Do roku 1883 stával při jižním traktu budovy modlibohovské školy. Památkově chráněno od 9. března 2016. |
|                      | Kategorie „Wayside cross (Modlibohov) “ na Wikimedia Commons | Hledat fotografie a kategorie ve Wikimedia Commons podle rejstříkového čísla památky | Nahrát snímek k tomuto tématu do úložiště Wikimedia Commons |                                                                                             | |

### Hoření Starý Dub
| Památka                                  | Fotografie                                                                    | Rejstříkové číslo v ÚSKP                                                             | Sídelní útvar                                               | Poloha                                                    | Popis a poznámky |
| ---------------------------------------- | ----------------------------------------------------------------------------- | ------------------------------------------------------------------------------------ | ----------------------------------------------------------- | --------------------------------------------------------- | --- |
| Kaple Navštívení Panny Marie (Q21035918) | \| \| \| \| \| \|                                                             | 29827/5-4392 Pam. katalog MIS                                                        | Hoření Starý Dub                                            | st. 134, pp. 953/1 50°40′38,47″ s. š., 14°59′18,12″ v. d. | Kaple Navštívení Panny Marie (st. 134), opěráky (pp. 953/1). Barokní kaple s kruhovým půdorysem. Výstavba kladena do roku 1760. Památkově chráněno od 7. dubna 1966. |
|                                          | Kategorie „Chapel of the Visitation (Hoření Starý Dub) “ na Wikimedia Commons | Hledat fotografie a kategorie ve Wikimedia Commons podle rejstříkového čísla památky | Nahrát snímek k tomuto tématu do úložiště Wikimedia Commons |                                                           | |